# Route nationale 12 (Luxembourg)
Pour les articles homonymes, voir N12 et Route nationale 12.
La route nationale 12 est une route nationale luxembourgeoise reliant Luxembourg à Wemperhardt (Frontière belge).